# قارب هالكيت
قارب هالكيت (بالإنجليزية: Halkett boat)‏ هو نوع من القوارب المطاطية خفيفة الوزن والذي صممه الملازم بيتر هالكيت (1820–1885) في أربعينيات القرن التاسع عشر. كان هالكيت مهتماً لفترة طويلة بصعوبات السفر والتنقل في شمال كندا، وكان ضمن هذه الاهتمامات تصميم قارب خفيف بشكل يناسب التضاريس والطرق الوعرة ومع ذلك يكون قوي كفاية حتى يقدر على التصدي لتغيرات المناخ الحادة.
تصميم هالكيت الأول كان مطاطياً، قابلاً للطي ومصنوعاً من القماش المُشرب بالمطاط وعند طي هذا القارب يمكن استخدام هيكله كمعطف، والمجداف كعصا للمشي والشراع كمظلة. وهذا كان متبوعاً بمركب صغير يتسع لرجُلين والذي كان صغيراً كفاية لأن تسعه حقيبة ظهر، وعند طيه يُستخدم كبطانية مضادة للماء.
على الرغم من أنه لاقى مدحاً من المستكشفين الكندين على نطاقٍ واسع الا أن تصاميم هالكيت كانت مبيعاتها محدودة، ولم يستطع أن يقنع البحرية الملكية البريطانية أن تصاميمه ستخدم أي غرض مفيد في الخدمة البحرية عامةً. وبائت الجهود في تسويقها كمنصات لصيد السمك واصطياد البط بالفشل وكانت غير ناجحة اقتصادياً. وفي وقتنا الحالي اثنتان فقط من قوارب هالكيت نجتا، واحدة للمستكشف الأوركادي جون راي، والأخرى محفوظة في مجموعة شركة خليج هيدسون في متحف مانيتوبا.

## بيتر هالكيت
كان بيتر هالكيت ملازماً في البحرية الملكية البريطانية في أربعينيات القرن التاسع عشر. هو ابن جون هالكيت -مدير شركة خليج هدسون والذي أقام لمدة طويلة في كندا قبل رجوعه لانجلترا-، كان بيتر هالكيت شغوفاً جداً بالاستكشاف شمال كندا، وكان لديه اهتمام خاص برحلة جون فرانكلين المأساوية للتنقيب عن مناجم النحاس (1819–1822). استكشاف فرانكلين للساحل الشمالي لكندا في رحلة البحث عن الممر الشمالي الغربي والذي دام ثلاث سنوت انتهى بشكل كارثي وسط اتهامات بالقتل وأكل لحوم البشر، و11 شخصاً مقتولاً من 20 عضو من المجموعة، حتى أن الناجين اضطروا لأكل خشاش الأرض وأحذيتهم وبقايا الجثث المتعفنة التي تركتها الذئاب. بعد أن تدمرت قوارب هذه المجموعة جراء عاصفة وجدوا أنفسهم وقد انقطعت بهم السبل في الجانب الخطأ من نهر منجم النحاس، وحاول جون ريتشاردسون السباحة لبر الأمان إلا أنه أُصيب بانخفاض شديد في درجة الحرارة. قام فرد واحد من هذه المجموعة بابتكار زورقٍ من القماش والصفصاف ثم اضطروا لعبور النهر واحداً تلو الآخر باستخدام هذا الزورق المؤقت.
كان هالكيت مخترعاً هاوياً وكان يستغل أوقات فراغه أثناء خدمته في القوات البحرية في حل مشكلة تصميم قارب صغير وخفيف كفاية للتنقل به سيراً على الأقدام في البرية ومع ذلك قوي بدرجة كافية لحمل الناس خلال المسطحات المائية الواسعة. كان حله لهذه المشكلة في تصميم قارب تكون ثنائية الاستخدام كالملابس أو المستلزمات التي افترض أن ستكون مع المستخدم في أي وقت.

## قارب-معطف
صمم هالكيت معطف مضاد للماء تكون من قماش ماكنتوش والقطن المُشرب بالمطاط الطبيعي وذلك باستخدام النفثا كمحلول للإذابة. احتوت بطانة المعطف على صمام للهواء وصمام للماء بيضاوي الشكل ينقسم إلى أربع أجزاء صغيرة من صمامات الهواء في حالة وجود ثقب، وهناك جيب يحتوي على راحة المجداف ومنفاخ صغير. من المفترض أن يحمل مرتدي هذا المعطف عصا للمشي والتي ستُستخدم استخداماً مزدوجاً كقضيبٍ للمجداف ومظلة كبيرة لتقوم بعمل الشراع. يزن المعطف في المجمل حوالي 7.5 باوند (3.4 كجم) ويستغرق من ثلاث إلى أربع دقائق لنفخه، وبمجرد نفخه يستطيع حمل من ستة إلى ثمانية أشخاص.
في عام 1844 تمكن هالكيت من اختبار نموذج لتصميمه في نهر التمز حيث جدف به حوالي 15 كم (9.3 ميل) بدون تسرب أي ماء، على الرغم من -حسب كلامه- أنها مرت ببواخر العاصمة التي تبحر ذهاباً وإياباً في مهامها المتعددة ولا تتسبب في أي هياج لمياه النهر. مدعوماً بهذا النجاح أخذ هالكيت هذا النموذج معه أثناء الخدمة البحرية، كان يستخدمه متى سنحت الفرصة لاختباره تحت الظروف البحرية المختلفة. في نوفمبر 1844 هالكيت كان يأمل لاستخدام القارب-المعطف في الظروف القاسية في الأمواج الهائجة خليج غاسكونيا، لكن الطقس على غير العادة كان مستقراً حيث اضطُر لنزع المظلة والمجداف معقباً فيما بعد أن الرياح كانت في هذا اليوم لطيفة جداً والخليج الذي لا ينام غط في سباتٍ عميق. استقبل المستكشفون القارب-المعطف بترحاب وتشجيع، و جون ريتشاردسون (الذي مات تقريباً في 1819–1822 رحلة التنقيب عن النحاس) كتب «لو كان لدينا هذا الاختراع في استكشافنا الأول لما كان لدي أدنى شك في رجوع المجموعة في سلام».

## قوارب هالكيت في شمال كندا
بعد نجاح اختبار القارب-المعطف تحفز هالكيت لتصميم أكبر فصمم قارباً أكبر يمكن طيه على هيئة حقيبة ظهر، وعند نفخه يسع شخصين مع مجداف من الناحيتين، وعند طيه يُستخدم كبطانية مضادة للماء لتمكن مستخدميها من المبيت على الأراضي الرطبة. كانت الأميرالية البريطانية تشك في امكانيات تصاميم هالكيت، وهل تستطيع التحمل أم لا؟. وبالفعل في 8 مايو 1845 كتب السيد هيربيت أول سكرتير برلماني ومالي للأميرالية لهالكيت: «يرى رؤسائي أن اختراعك في منتهى الذكاء والإبداع، وأنه من الممكن أن يكون مفيداً في الاستكشاف وبعثات التنقيب، لكنهم يعتقدون أنه لكن يكون قابلاً للاستعمال للأغراض العامة في الخدمة البحرية».
على الرغم من أن الأميرالية البريطانية رأت أن تصاميم هالكيت ليس لها استخدام في الخدمة البحرية العامة، الا أن التصميم الأكبر لاقى ترحاباً شديداً من المستكشفين. جون فرانكلين قام بشراء واحد لاستخدامه في استكشاف 1845 المنحوس والذي اختفت فيه المجموعة الاستكشافية المكونة من 129 فرد وأيضاً سفينتين. رأى فرانكلين أن قوارب هالكيت لها أهمية وخصوصاً في التنقل في كندا فلقد أعطى قاربه المجهز للاستكشاف لجورج سيمبسون - قائد القوات المسلحة في روبرت لاند - ليستخدمها في رحلاته في هذه المنطقة. طلب فرانكلين من هالكيت قارباً بديلاً والذي وصله في الوقت المناسب وقت استعداده للانطلاق في آخر استكشافاته.
جون راي الرجل من جزر أوركني كان الطبيب الخاص بشركة خليخ هدسون والذي كان مستكشف شمال كندا، كان مؤمناً أن السكان المحليين قادرون على التكيف مع ظروف الطقس الشديدة وذلك على عكس حال الأوروبيين في ذلك الوقت. كان راي يسافر على طريقة الاسكيمو فيستخدم المزلجة وأحذية الثلج وينام في المباني القبانية .استخدم راي قارب هالكيت في أول استكشاف له عام 1846 حيث ذكر أنه كان عظيم الفائدة أثناء عبور النهر عند المناطق الوعرة. وأيضاً قال أنه على الرغم من الاستخدام المتواصل لمدة ست أسابيع لم يحتاج القارب لأي صيانة طفيفة حتى، وذكر أنه يجب أن يكون من ضمن المعدات المستخدمة في كل استكشاف.
حرصاً على استكشاف ما حدث لسفن ورجال حملة فرانكلين الاستكشافية أرسلت البحرية الملكية طاقم للبحث يقوده جون ريتشاردسون و جون راي ومجهز بقارب هالكيت من الحكومة وذلك للبحث عن الحملة الضائعة. لم يستطع الطاقم أن يعثر على فرانكلين، لكنهم وجدوا أن قارب هالكيت لا يقدر بثمن حيث أنهم استخدموا القارب الوحيد ليعبر الطاقم كله النهر وذلك على 14 مرة. وأشار راي إلى أنه على الرغم من أن مطاط القارب يتصلب مع البرد إلا أنه لم يكن هناك صعوبة في تدفئته لإرخاءه وقت الحاجة. وفي حالة مماثلة استخدمت قوارب هالكيت في الحملة الاستكشافية مشروع اتش ام اس انتربرايز (HMS Enterprise) والتي أرسلت أيضاً للبحث عن فرانكلين. وأثبتت قوارب هالكيت نجاحها في الصيد.
في عام 1851 المستكشف الفرنسي جوزيف رينيه بيلو خاض مغامرة أخرى للبحث عن فرانكلين وذلك برعاية زوجة فرانكلين . استخدم بيلو في هذه الرحلة قارب هالكيت-المعطف وأشار في يومياته أن هذا القارب له نفع كبير جداً في البلاد التي أدى نقص الأخشاب فيها إلى صعوبة صنع أي نوع من الزوارق الخشبية. لم تستطع حملة بيلو ايجاد فرانكلين واستمرت هكذا حتى 1853 حيث أن الحملة التي يقودها راي - والتي كانت مجهزة بقاربين من قوارب هالكيت الجميلة - وجدت مجموعة من الإسكيمو الذين ذكروا رؤية رجال يسحبون قارباً منذ أربع سنين وبعد ذلك وجدوا جثثهم[بحاجة لمصدر].